# ムラサキバレンギク属
ムラサキバレンギク属（ムラサキバレンギクそく、学名：Echinacea）は、キク科の属の1つである。
属名のラテン名でエキナセアまたはエキナケアとも呼ばれ、その容姿からパープル・コーンフラワーとも呼ばれる。

## 名前の由来
ギリシャ語のechino（はりねずみ）に由来する。管状花の部分がかなり堅く、はりねずみに似ているためである。これと同じ語源を持つ植物には、玉形サボテンの代表である金鯱をふくむエキノカクタス属 Echinocactus があるほか、同じキク科にルリタマアザミ属 Echinops がある。

## 特徴
アメリカ合衆国の中部から東部にかけて分布しており、現在9種からなっている。すべてが多年草で、草丈30cmから1mくらい、根生葉はへら形だが、かなり細いものもある。茎につく葉は互生する。全草が剛毛に覆われているものが多い。夏咲きで、頭状花は茎の先に単生し、直径5〜10cmくらい、舌状花は一般のキク科植物と違い、下向きの放出し、江戸時代に消防で使われた「まとい」を連想させる。
オオハンゴンソウ属（ルドベキア属）とは近縁で、オオハンゴンソウ属が黄花であるのに対し、ムラサキバレンギク属はピンクまたは藤色の花が咲くのが大きな違いとされていたが、本属にも黄花のパラドクサ E. paradoxa という黄花種がある。

## 栽培
耐寒性のある比較的強健な多年草で、株分けもしくは春まきで翌年から花を楽しむことができる。タネは4月から5月にまき、2mmくらい覆土しておくと、十日くらいで発芽する。半日以上日が当たり、水がたまらない程度の所なら、栽培は可能である。

## 利用
日本では、ムラサキバレンギクのタネが昭和期に奈良県の平和圓によって発売され、切り花やドライフラワーとして利用されているが、あまり普及していない。イギリスなどでは数種のタネが発売されており、インターネットなどで購入することができる。日本でもかつては一部の植物が薬草として利用されていたが、現在はすべて花卉として栽培されている。欧米ではハーブティーや、下記に有るように生薬（風邪薬、インフルエンザ薬）としての利用が盛んで、アメリカや中国の大規模農園で栽培されている。

### 生薬
北アメリカ先住民は、以下の3種類のエキナセアを歯痛や外傷、風邪、解毒の薬草として利用してきた。
- Echinacea purpurea - ムラサキバレンギク
- Echinacea angustifolia
- Echinacea pallida

19世紀後半には、折衷主義の医師を中心に呼吸器感染症や皮膚疾患の治療に取り入れられた。1930年代にはドイツを中心としたヨーロッパでのハーブ療法に盛んに用いられるようになった。
ムラサキバレンギクの根は、天然の風邪薬（インフルエンザ薬）として使用されている。
抗体反応を高める、インターフェロンの数を増やすなど免疫機能の向上に関する研究結果があるが、詳細はエキナセアの品種や抽出法によって異なり、作用機序を含め研究が続いている。
ムラサキバレンギク生薬は胃痛やめまいなどの副作用や、キク科植物のアレルギー反応が出る事がある。また、肝臓の酵素の働きを抑制する働きがあるとも考えられており、他の薬剤との併用には注意が必要となる。